# مسجد أمير مظفر خان
مسجد أمير مظفر خان هو مسجد يقع في مجمع بهاو الدين نقشبند المعماري، قرية قصر العرفان، منطقة كوغون، ولاية بخارى. تم بناء المسجد على يد مظفر بن نصر الله (1860–1885)، وهو أحد ممثلي سلالة منغيت التي حكمت بخارى. يتم الدخول إلى المسجد عبر بوابة باب السلام. يقع المسجد أمام مسجد بهاو الدين نقشبند.

## التاريخ
يعود تاريخ المجمع المعماري إلى القرن التاسع عشر، وهو محاط بنوافذ زجاجية كبيرة ملونة. خلال فترة حكم الأمير مظفر خان، أولى اهتماماً للشؤون الدينية والدنيوية على حد سواء. ترك الأمير مظفر خان وصية لابنه 'عبد الأحد خان، قائلاً: "أوصيك أن تكون دائمًا تقيًا ومعتدلًا. اتبع أوامر الشريعة الإسلامية وسنة رسول الله صلى الله عليه وسلم. نحن جميعًا من الذاهبين من هذا العالم الفاني إلى العالم الآخر".
يحتوي المسجد على رواق خارجي يتكون من 5 أعمدة. تم تعليق شمعدانات كبيرة، ومصابيح، وبيض النعام في هذا المسجد. كما كانت تُدار تلك العناصر في رواق المسجد بفعل قوة الرياح. يتكون الجزء الخارجي من المبنى من نوافذ مزججة وبابين. يحتوي الجزء الداخلي للمسجد على أعمدة ومحراب في المنتصف، ولكن في الفترة من 1940 إلى 1950 تم هدمها. يمكن ملاحظة هذه الحالة في الصور الأرشيفية.
خلال سنوات استقلال أوزبكستان (عام 1991)، تم ترميم مسجد أمير مظفر خان على يد بناة بقيادة معماريين من بخارى هما أحمد بوبوماتوف وأوتشيل بوبوموردوف. شارك في ترميم الجزء الداخلي للمسجد كل من غيبولا باراتوف، وموبين مومينوف، ونعيم شريبو، ومقصود مومينوف، وشاوكات مومينوف، وشاكر مومينوف. تم بناء المسجد على طراز العمارة في آسيا الوسطى. وتم استخدام الطوب والخشب والحجر والخرسانة في بنائه.

## الأدب
- Бобожонов، Ш (2017). شريف ښار یادگارلیکлари. بخارى. ص. 310.{{استشهاد بكتاب}}:  صيانة الاستشهاد: مكان بدون ناشر (link)
- Йўлдошев Н.؛ Бобожонов Ш (2019). بهاو الدين نقشبند تاريخي معماري مجموعاسى. طشقند: نافرز ناشرياتي. ص. 113.